# Rudolf Gelpke (Islamwissenschaftler)
Rudolf Gelpke (* 24. Dezember 1928 in Waldenburg; † 19. Januar 1972 in Luzern) war ein Schweizer Islamwissenschaftler und Drogenforscher.

## Leben
Gelpke war der Sohn des Ingenieurs und Schifffahrtspioniers Rudolf Gelpke und der Neffe von der Malerin und Dichterin Martha Wittwer-Gelpke.
Er studierte an den Universitäten Basel, Berlin und Zürich Islamistik, Ethnologie, Religionsgeschichte und Philosophie und promovierte 1957 in Basel in Islamistik. 1960 reiste er in den Iran, um an der Universität Teheran zu lehren. Gleichzeitig arbeitete er am Iranischen Sprach- und Sachatlas und als Korrespondent der Neuen Zürcher Zeitung. Er zog dann jedoch noch im selben Jahr zurück in die Schweiz, wo er an der Universität Bern einen Lehrauftrag für Islamistik wahrnahm. 1961 habilitierte er sich über persische Gegenwartsliteratur. Zwischen September 1962 und Mai 1963 war er Associate Professor der University of California. Ab 1963 wohnte er in Teheran, wo er sich Mostafa Eslami nannte und 1967 zum Islam konvertierte. Er übersetzte persische Lyrik und Prosa und publizierte eigene Arbeiten. Außerdem publizierte er zusammen mit seinem Bruder Wendel Gelpke und mit Albert Hofmann Werke über Drogen.
In seiner bekanntesten Publikation Von Fahrten in den Weltraum der Seele berichtet er über die Einnahme von LSD mit seinem Freund Albert Hofmann und dem Pharmakologen Heribert Konzett. Später veröffentlichte er noch Vom Rausch im Orient und Okzident, das in Deutschland auch unter dem Titel Drogen und Seelenerweiterung bekannt wurde.
Gelpke war zweimal verheiratet (1954 bis 1965 mit Liliane Rommel und ab 1968 mit Parvin Enayat-Pour aus Teheran). Er starb in der Schweiz an den Folgen eines Gehirnschlages.
Seine Schwägerin war die Unternehmerin Christa Gelpke. Sein Neffe ist der Meeresbiologe und Verleger Nikolaus Gelpke.

## Werke
- Persisches Schatzkästlein. Geschichten des Orients, den Quellen nacherzählt und illustriert mit 8 bisher unveröffentlichten Miniaturen. Gute Schriften, Basel 1957
- Ewiges Morgenland. Nachdichtungen orientalischer Poesie und Prosa aus arabischen und persischen Originaltexten, Basel 1958
- Nizami: Die sieben Geschichten der sieben Prinzessinnen. (Übertragen aus dem Persischen und Nachwort) Manesse, Zürich 1959
- Nizami: Leila und Madschnun. (Übertragen aus dem Persischen und Nachwort) Manesse, Zürich 1963 (Neuauflage: Unionsverlag, Zürich 2001, ISBN 3-293-20212-8)
- Von Fahrten in den Weltraum der Seele: Berichte über Selbstversuche mit LSD und Psilocybin. 1962 (Pieper’s Medienexperimente, Löhrbach 1999, ISBN 3-930442-34-5)
- Vom Rausch im Orient und Okzident. Klett/Cotta, Stuttgart 1966 (1982, ISBN 3-548-39033-1), unter dem Titel: Drogen und Seelenerweiterung. Kindler, München 1970, ISBN 3-463-18065-0.